# Dömötör Tekla
Dömötör Tekla, kevésbé közismert, férjezett nevén Dobrovits Aladárné (Budapest, 1914. január 13. – Budapest, 1987. november 16.) magyar néprajzkutató, néprajztudós, a történelem (néprajz) tudományok doktora, tanszékvezető egyetemi tanár.
Kutatási területe elsősorban a magyar néphit, népszokások, népköltészet, népi színjátszás, de rendszeresen kitekintett más népek hiedelemvilágára, néprajzára is (Mitológiai ábécé, Germán, kelta regék és mondák, Kergarec pokoljárása – Breton népmesék stb.)

## Életpályája
Módosabb polgárcsaládba született. Szülei: Dömötör Miklós újságíró és Márton Irén tanítónő voltak. Édesapja 1920-ban meghalt. A Pázmány Péter Tudományegyetemen angol–német szakos tanári diplomával végzett 1936-ban. 1936–1937 között a budapesti Magyar Wolframlámpagyár tisztviselőjeként helyezkedett el, majd az Új Idők Lexikonának készítésében vett részt. 1937-ben szerezte meg bölcsészdoktori fokozatát. Disszertációját a német passiójátékokról írta. Ebben az időszakban elsősorban a középkori irodalom, a színháztörténet, a klasszika filológia továbbá a néprajz érdekelte. Ezt követően 1939-ben egy évet töltött a Sorbonne-on. 1945–1946 között a Magyar Nemzeti Múzeum (MNM) elnökségének munkatársa volt. 1946–1953 között a Fővárosi Szabó Ervin Könyvtárban dolgozott tudományos munkatársként. 1953-ban Ortutay Gyula hívta az Eötvös Loránd Tudományegyetem Bölcsészettudományi Kar (ELTE BTK) Folklore tanszékére oktatónak. Ezzel tudományos pályája választott szakterületén is folytatódhatott. 1958–1966 között párhuzamosan a Színháztudományi Intézet osztályvezetőjeként is dolgozott. 1960-ban szerezte meg az irodalomtudományok (folklór) kandidátusa fokozatot. 1972-ben szerezte meg a MTA doktora címet (a történelem (néprajz) tudományok doktora). 1973–1984 között az ELTE BTK Folklore Tanszékének tanszékvezető egyetemi tanára volt. 1987-ben hunyt el Budapesten.
A budapesti Farkasréti temetőben nyugszik.

### Munkássága
Első publikációja az Ethnographia című magyar néprajzi tudományos szaklapban jelent meg 1938-ban. A háború alatt azonban kénytelen volt fordításokból megélni, utána pedig Kerényi Károllyal fenntartott baráti kapcsolata miatt nem dolgozhatott szakterületén. Számos külföldi szakfolyóiratban is jelentek meg cikkei. 1972-ben jelent meg A magyar népszokások című műve, amely angol, német és francia nyelven is megjelent, és méltán tekintik máig is a magyar néprajztudomány egyik alapművének. Műveit a nagyközönség is nagy érdeklődéssel fogadta. Több műve jelent meg nagyobb példányszámban, ezek közül néhány több kiadást is megért. 1987-ben jelent meg önéletírása Táltosok Pest-Budán és környékén címmel.

## Családja
Férje 1937–től Dobrovits Aladár (1909–1970) művészettörténész, egyiptológus, muzeológus, egyetemi tanár. 1963-ban elváltak. Két lányuk Dobrovits Dorottya művészettörténész (1941–1988) és Dobrovits Katalin (1947. augusztus 11.).

## Főbb művei
- A passiójáték – Összehasonlító tanulmány a német irodalom köréből, egyetemi doktori értekezés, (Minerva Könyvtár. 104. Pécs, 1936)
- Népi eredetű-e az európai vallásos színjáték?, Ethnographia–Népélet, 1938
- Állatalakoskodások a magyar népszokásokban, Ethnographia–Népélet, 1940
- Ludus in cunabilis Christi, (Antiquitas Hungarica, 1949)
- Népies színjátszó hagyományaink és az iskoladráma, (Az ELTE Bölcsészettudományi Karának évkönyve. 1952/53., Budapest, 1953)
- Adalékok a magyar farsangi játékok történetéhez, (Színháztörténeti Értesítő, 1953)
- Szerk.: Régi magyar vígjátékok. Szerk. Bóka László. Sajtó alá rend., a bevezető tanulmányt írta (Magyar klasszikusok, Budapest, 1954)
- A magyar Lázár-dráma nagyszebeni előadásához, Filológiai Közlöny, 1955
- Irodalom és folklór (Az ELTE évkönyve, 1955, Budapest, 1956)
- Az aranyláncon függő kastély, Francia, olasz, portugál és spanyol mesék. Vál., szerk., az utószót írta., illusztráció: Heinzelmann Emma, (Népek meséi, Budapest, 1956, 1965, 1977; németül: Budapest, 1967; 3. kiad. 1971)
- Literature and Folklore. Problems of Research in Old Hungarian Dramatic Art. – Erscheinungeformen des Charivari im ungarischen Sprachgebiet. (Annales Universitatis Budapestinensis. Sectio Philologica, 1957)
- Principal Problems of the Investigation on the Ethnography of the Industrial Working Class in Hungary, (Acta Ethnographica, 1957)
- Történeti rétegek a magyar népi színjátszásban, Ethnographia, 1957
- Árpád-házi Imre herceg és a csodaszarvas mondája, Filológiai Közlöny, 1958
- Regélő hétfő (Ethnographia, 1958; angolul: „Regelo” Monday. The First Monday after Epiphany, Acta Ethnographica, 1959)
- A magyar színjátszás és a dráma története, Ardó Máriával, Haraszti Árpádnéval, (Színjátszó akadémia. 12., Budapest, 1959)
- A szinjátszás funkciója falun, Színháztudományi Intézet, Budapest, 1960
- Száll az ének – Mítoszok, mondák, legendák a világirodalomból, Vál. Jólesz László(wd), illusztráció: Szecskó Tamás, a bevezető tanulmányt írta  (Általános iskolai tanulók könyvtára. 2., Budapest, 1960)
- Kardos Tibor–Dömötör Tekla: Régi magyar drámai emlékek I–II., Akadémiai Kiadó, Budapest, 1960
- Drámatörténet és nacionalizmus, Filológiai Közlöny, 1961
- Ünnepi szokások és népi színjátszás Magyarországon a feudalizmus évszázadaiban, kandidátusi értekezés, Budapest, 1961
- A misztériumjáték. – Új esztendő, vígságszerző, Világosság, 1962
- Magyar színháztörténet, Budapest, 1962
- Honti János: Válogatott tanulmányok, Vál., szerk., Budapest, 1962
- Drámai műfajok hazánkban a XVI. században, (Theatrum, 1962)
- Az újkori színjátszás kialakulása Kelet-Európában, Színháztörténeti Könyvtár. 13., Színháztudományi Intézet, Budapest, 1963
- Les variantes hongroises des légendes médiévales du cerf. (Littérature hongroises – littérature européenne, Budapest, 1964)
- Naptári ünnepek – népi színjátszás, Monográfia, Akadémiai Kiadó, Budapest, 1964, 1979, 1983, ISBN 963-05-3347-2
- A mondakutatók nemzetközi értekezlete Budapesten, Ethnographia, 1964
- A magyar néphit és népszokások – Kelet és Nyugat között, Ethnographia, 1964
- Germán, kelta regék és mondák, Vál., szerk., illusztráció: Csillag Vera. (Regék és mondák, Móra Könyvkiadó, Budapest, 1965, 1976, 1979, 1982, 1996, 1998, 2001, 2003, 2005, 2007, litván nyelven: Vilnius, 1993, 2006)
- Magyar népköltészet, egyetemi jegyzet, Budapest, 1966. 1969
- A népi színjátszás Európában. 8 táblával, Színházi tanulmányok, 16., Színháztudományi Intézet, Budapest, 1966
- A pünkösdi király, Világosság, 1967
- Népi színjátéktípusok, (Műveltség és hagyomány, Budapest, 1968)
- Kergarec pokoljárása – Breton népmesék, Vál., szerk., az utószót írta., Ford. Zsámboki Zoltán, illusztráció: Lóránt Lilla, (Népek meséi, Budapest, 1968)
- A mesemondó szikla – Észak-amerikai, indián, néger, eszkimó, fehér telepes és kanadai francia népmesék, Vál., szerk., az utószót írta, illusztráció: Würtz Ádám, Népek meséi. Budapest, 1969
- Les traces du théâtre hongrois au moyen age et à l’époque de la renaissance, Revue d’Histoire du Théâtre, 1970
- Mitológiai ábécé, többekkel, Gondolat Könyvkiadó, Budapest, 1970. 1972, 1978, 1985
- Az álruhás istenség szálláskeresése, Világosság, 1971
- Magyar népszokások, Fényképezte Korniss Péter. 24 táblával. (Magyar népművészet. 6., Corvina Könyvkiadó, Budapest, 1972, 1977, ISBN 963-13-0178-8, 3. jav. kiad. 1983, ISBN 9631315967, angolul, németül és franciául is és 2. angol, francia és német kiad. 1977; 3. német kiad. 1989)
- A népszokások költészete, Monográfia és doktori értekezés is, 8 táblával, Budapest, 1974, 1983
- Egy hajdúsági vámpírper a XVIII. században, Világosság, 1975
- Mai népi hiedelmek. Szerk., a bevezető tanulmányt írta, Az ELTE Ókori Történeti Tanszékeinek kiadványai, 10., Budapest, 1975
- Dobrovits Aladár: Egyiptom és az ókori Kelet világa, I–II. köt., Összegyűjtött tanulmányok, Sajtó alá rend. Gaál Ernővel és Kákosy Lászlóval, Budapest, 1975
- Honti János, Kismonográfia, (A múlt magyar tudósai), Akadémiai Kiadó, Budapest, 1975, ISBN 963-05-0567-3, német átdolgozott kiadás: János Honti. Leben und Werk. Helsinki, 1978
- Manga János, Ethnographia 1977/4, 574.
- A tipizálás a népmondában, Ethnographia, 1977
- Rákóczi Ferenc a magyar népmondákban, (Rákóczi-tanulmányok. A II. Rákóczi Ferenc születésének 300. évfordulója alkalmából rendezett tudományos ülésszak előadásai. Szerk. Gyenis Vilmos, Sinkovics István, Budapest, 1978)
- Folklorisztikai tudománytörténet, Szöveggyűjtemény, Szerk. Katona Imrével és Voigt Vilmossal, Budapest, 1978
- Magyar gonoszjáró napok, Világosság, 1978
- Kovács Ágnes köszöntése, Ethnographia, 1979
- Etnológiai széljegyzetek az öregkorhoz, Világosság, 1980
- Ortutay Gyula nemzetközi tevékenysége, Ethnographia, 1980
- A ráböjtölés, Artes Populares, 1980
- Ortutay Gyula: A nép művészete. Vál., szerk. Bodrogi Tiborral. O. Gy. műveivel, a bibliográfiát összeáll. Falvy Zoltánné, Budapest, 1981
- A magyar nép hiedelemvilága, Monográfia, 40 táblával, Corvina Kiadó, Budapest, 1981, 1982, ISBN 963-13-1438-3, németül és angolul: Budapest, 1982
- Szerelem, szerelem, halálos gyötrelem, Világosság, 1982
- Luby Margit: Bábalelte babona. Szerk., az előszót írta, a jegyzeteket összeállítottaː Mohay Tamás, Budapest, 1983
- Szájhagyomány és írásbeliség a középkori epikában Magyarországon, (Eszmetörténeti tanulmányok a középkorról, Szerk. Székely György, V. Kovács Sándor, Budapest, 1984)
- Róheim Géza újrafelfedezése, Világosság, 1985
- A halhatatlanságra vágyó királyfi Honti Jánosról, Élet és Irodalom, 1986. 4.
- A magyarországi ördög-ikonográfia problémái, Ethnographia, 1986; Folklór, folklorisztika és etnológia, Budapest, 1986
- Régi és mai magyar népszokások, 8 táblával, (Néprajz mindenkinek, 3., Budapest, 1986)
- A lidérc szerető – Vágy és csalóka Erósz a magyar néphitben, (Erósz a folklórban. Erotikus jelképek a néphagyományban, Szerk. Hoppál Mihály és Szepes Erika, Budapest, 1987)
- Eredetmondák – hitvilág a gyimesi csángóknál, Könyv-Világ 1987/5.
- Előszavával: Salamon Anikó: Gyimesi csángó mondák és ráolvasások, Sajtó alá rend. Mohay Tamás, a bevezető tanulmányt írta, illusztráció: Nagy András. Budapest, 1987
- Táltosok Pest-Budán és környékén, Visszaemlékezés, Budapest, 1987
- Lengyel Dénes, Ethnographia 1988/3-4
- Hungarian Folk Customs, (3. jav. kiad. New York–Budapest, 1988)
- A női munkatilalomhoz fűződő etiológiai mondák, Létünk, 1988
- A magyar néphitkutatás története és főbb kérdései, (Népszokás – néphit – népi vallásosság, Szerk. Hoppál Mihály, Budapest, 1990)
- (Főszerkestésében): Magyar néprajz VII. – Népszokás, néphit, népi vallásosság, Akadémiai Kiadó, Budapest, 1990, (egyik szerzőként és a szerkesztőbizottság tagjaként is)

## Az interneten (OSZK) megtekinthető munkái
- A mesemondó szikla – Észak-amerikai, indián, néger, eszkimó, fehér telepes és kanadai francia népmesék, Vál., szerk., az utószót írta, illusztráció: Würtz Ádám, Népek meséi. Budapest, 1969
- Magyar népszokások, Fényképezte Korniss Péter. 24 táblával. (Magyar népművészet. 6., Corvina Könyvkiadó, Budapest, 1972, 1977, ISBN 963-13-0178-8, 3. jav. kiad. 1983, ISBN 9631315967
- Naptári ünnepek – népi színjátszás, Monográfia, Akadémiai Kiadó, Budapest, 1964, 1979, 1983, ISBN 963-05-3347-2
- A népszokások költészete, Monográfia és doktori értekezés is, 8 táblával, Budapest, 1974, 1983
- Magyar néprajz VII. – Népszokás, néphit, népi vallásosság, Akadémiai Kiadó, Budapest, 1990, (Főszerkesztőként, egyik szerzőként és a szerkesztőbizottság tagjaként is)

## Díjak, kitüntetések
- 1985 – Györffy István-emlékérem
- 1986 – Herder-díj
- 1987 – A Magyar Néprajzi Társaság Ortutay Gyula-emlékérem

## Egyéb elismerések
- 1960-tól – Az International Society for Folk Narrative Research tagja
- 1962-től – A Fédération Internationale pour le Recherche Théâtrale tagja
- 1963-tól – A Société Internationale d’Ethnologie et de Folklore tagja és bulletinjének szerkesztője
- 1980 – Bergeni Egyetem, Norvégia, díszdoktori cím